# Bintan Buyu
Bintan Buyu is een bestuurslaag in het regentschap Bintan van de provincie Riouwarchipel, Indonesië. Bintan Buyu telt 2074 inwoners (volkstelling 2010).